# Episodi di Parks and Recreation (terza stagione)
La terza stagione della serie televisiva statunitense Parks and Recreation, composta da 16 episodi, è andata in onda su NBC dal 20 gennaio al 19 maggio 2011.
In Italia, è stata trasmessa in prima visione su Joi dal 5 ottobre al 23 novembre 2012
| nº | Titolo originale             | Titolo italiano                  | Prima TV USA     | Prima TV Italia  |
| -- | ---------------------------- | -------------------------------- | ---------------- | ---------------- |
| 1  | Go Big or Go Home            | Si ricomincia!                   | 20 gennaio 2011  | 5 ottobre 2012   |
| 2  | Flu Season                   | La stagione dell'influenza       | 27 gennaio 2011  | 5 ottobre 2012   |
| 3  | Time Capsule                 | La capsula del tempo             | 3 febbraio 2011  | 12 ottobre 2012  |
| 4  | Ron & Tammy: Part Two        | Il ritorno di Tammy              | 10 febbraio 2011 | 12 ottobre 2012  |
| 5  | Media Blitz                  | Il festival del raccolto         | 17 febbraio 2011 | 19 ottobre 2012  |
| 6  | Indianapolis                 | La premiazione                   | 24 febbraio 2011 | 19 ottobre 2012  |
| 7  | Harvest Festival             | La maledizione dei Wamapoke      | 17 marzo 2011    | 26 ottobre 2012  |
| 8  | Camping                      | Campeggio                        | 24 marzo 2011    | 26 ottobre 2012  |
| 9  | Andy and April's Fancy Party | Perché rimandarlo se puoi farlo? | 14 aprile 2011   | 2 novembre 2012  |
| 10 | Soulmates                    | Anime gemelle                    | 21 aprile 2011   | 2 novembre 2012  |
| 11 | Jerry's Painting             | Il quadro di Jerry               | 28 aprile 2011   | 9 novembre 2012  |
| 12 | Eagleton                     | La mia ex migliore amica         | 5 maggio 2011    | 9 novembre 2012  |
| 13 | The Fight                    | Il litigio                       | 12 maggio 2011   | 16 novembre 2012 |
| 14 | Road Trip                    | Il viaggio                       | 12 maggio 2011   | 16 novembre 2012 |
| 15 | The Bubble                   | Non dirlo a mamma                | 19 maggio 2011   | 23 novembre 2012 |
| 16 | Li'l Sebastian               | Tentazioni                       | 19 maggio 2011   | 23 novembre 2012 |